# 鷹狩

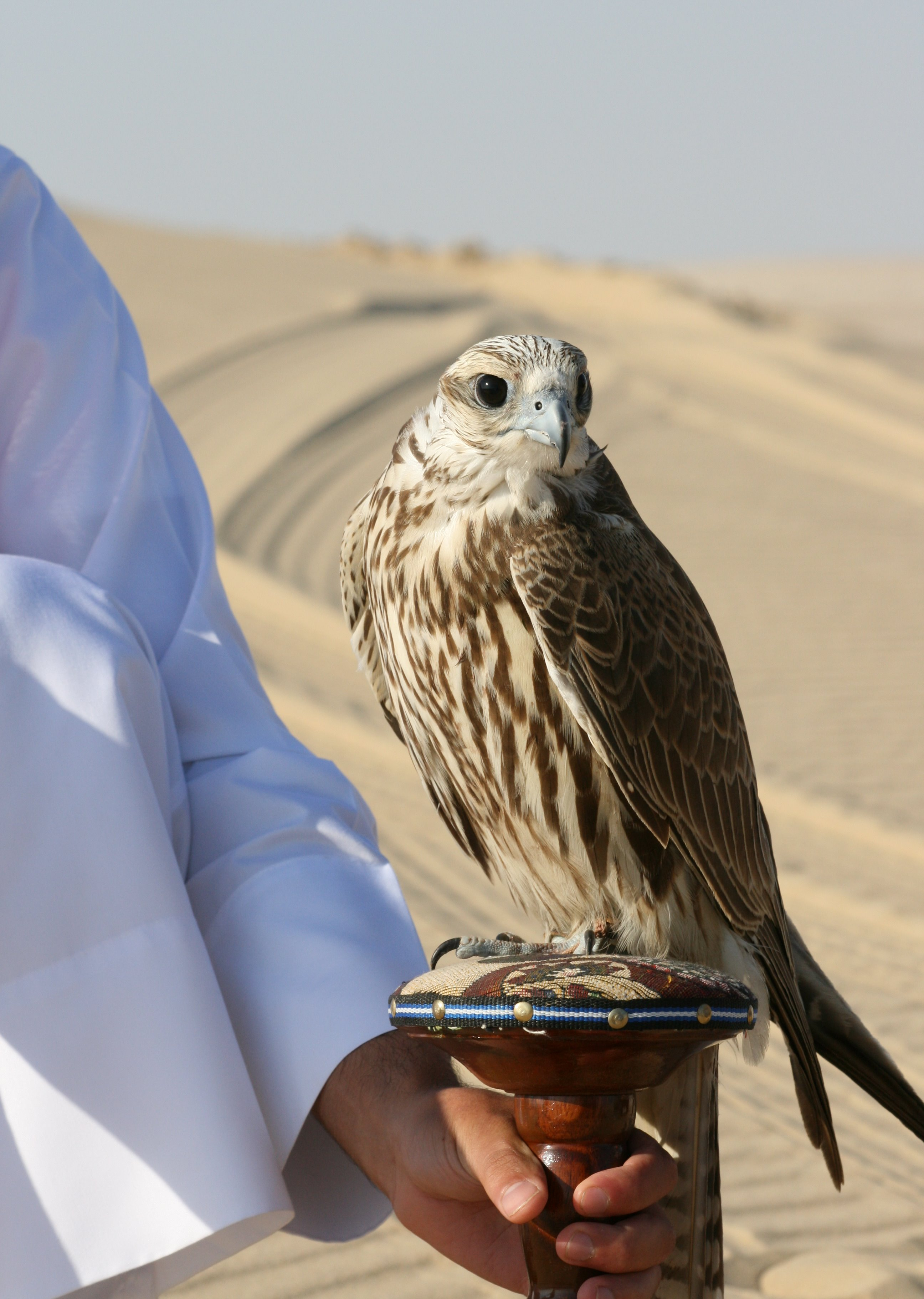
カタールで鷹狩に使われるセーカーハヤブサ

鷹狩（たかがり、英: falconry、hawking）は、飼いならした鷹を山野に放って行う狩猟の一種。鷹狩でいう「鷹」とは猛禽類の総称のことである。タカ科のイヌワシ、オオタカ、ハイタカ、およびハヤブサ科のハヤブサ等を訓練し、鳥類や哺乳類（兎・狼・狐など）を捕らえさせ、餌とすりかえる。鷹野、放鷹とも言う。
こうして鷹を扱う人間は、鷹匠（）と呼ばれる。日本語の古語においては鳥狩（）、鷹田、放鷹、鷹野などとも称する。また、鷹を訓練する場所は鷹場（）と称される。

## 概説

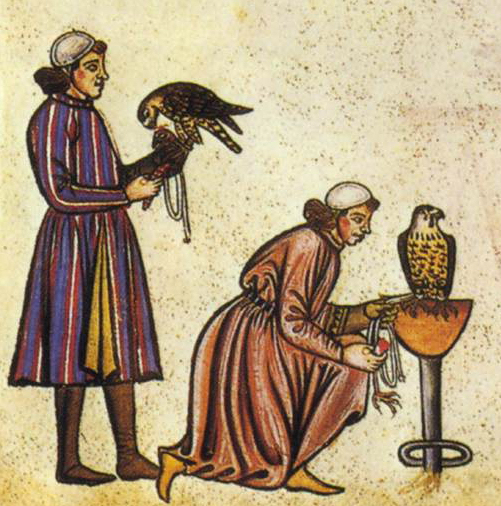
『De arte venandi cum avibus』に描かれた2人の鷹匠

鷹狩はアジアの遊牧民の間で発達した狩猟法である。
紀元前3000年から紀元前2000年ごろの中央アジアないしモンゴル高原が起源と考えられているが、発祥地と年代について定説はない。アッシリア王サルゴン2世の時代（紀元前722-705）になると明らかな証拠が存在する。中国では周の時代、紀元前680年ごろに鷹狩りの存在が確認できる。ヨーロッパには紀元400年ごろ、フン族とアラン人の侵入の際に持ち込まれたと考えられている。神聖ローマ帝国のフリードリヒ2世（1194-1250）は鷹狩りに深い造詣を持ち、さらに十字軍遠征の際に中東の鷹狩りについて書かれた解説書をラテン語に翻訳している。フリードリヒ2世は『De arte venandi cum avibus（鳥類を利用した狩猟技術）』という鷹狩りの研究書を書いており、この書は鷹狩りについて包括的にまとめた初めての書であるだけでなく、鳥類学と動物学の発展にも大きく寄与している。
歴史的に鷹狩りは中世貴族の娯楽または権威の象徴であり、時間、金銭、空間などが必要とされることから貴族階級や富裕層に制限されてきた。鷹は黄金よりも高額で取引されることもあり、豪胆公フィリップの息子ジャンがオスマン帝国に囚われたときには、バヤズィト1世は身代金として20万枚の金貨の申し出を断り、12頭のシロハヤブサを要求している。
近代以前は、東は日本、西はアイルランド、モロッコ、北はモンゴル、スカンディナヴィア、南はインドに至るユーラシア/北アフリカ全域で各地方独特の鷹狩文化が開花した。現代では、かつて盛行したインドやイランで絶滅しかけている反面、南北アメリカおよび南アフリカでも行われている。また、鷹狩の技術は猛禽類の繁殖放鳥や傷病鳥リハビリテーションに応用されている。2010年11月16日に、UAE、モンゴル、チェコ等11カ国の鷹狩がユネスコの無形文化遺産の「代表一覧表」に記載された（2012年にさらに2か国が追加記載）。国際組織としてInternational Association for Falconry and Conservation of Birds of Preyが結成されている。20世紀に入ると、近代獣医学の知見と送信機の発明により、鷹の寿命は延び、獲物を追い求める鷹を鷹匠が見失うことも少なくなってきている。

## 狩り以外の活用
空港周辺でのバードストライク防止のため鷹狩が鳥を追い払うのに用いられている。
ベルギーでは、特産品のムール貝を砂抜きするための大規模な洗浄施設において、貝がカモメに食べられたり糞で汚されたりしないよう、鷹匠を雇って警備に当たらせている。また、日本では、海苔の養殖場等で害鳥を追い払う仕事を行っている。
イギリス海軍はデヴォンポート海軍基地などで海鳥を追い払うため、民間人の鷹匠に業務委託している。また、全英オープンでは海沿いのコースで開催されることが多いため飲食スペースや屋台の上を常にカモメが飛んでいるため対策としてワシ、鷹、フクロウを使った警備が行われており、2015年にセント・アンドリュース オールドコースで行われた大会から2022年まで4回警備に関わっている。さらに2015年からスコットランドで行われる大会では毎大会携わっている。
第二次世界大戦においては、イギリスの情報機関 MI5で、伝書鳩を襲うイギリス沿岸部に生息する猛禽を駆除するために5人規模の鷹狩チームを結成した。また、ドイツ側で伝書鳩を襲う鷹狩が存在したという噂を信じている人間もいるが証拠は見つかっていない。

## 世界の鷹狩り
鷹狩りは世界各地で楽しまれている。アラブ首長国連邦では野生の鷹を保護するのに毎年2700万ドルが費やされているという。アブダビとドバイには最先端の鷹用病院が存在する。アブダビ国際狩猟・乗馬展示会（ADIHEX）では毎年鷹の品評会を行っている。
中世のイングランドでは町を歩けば誰かが鷹を連れているのを必ず見かけることができるほどだった。夫は妻が外出する際は、そこが教会であっても人に慣らすため鷹を連れて行くように勧めた。また、階級ごとに所有できる猛禽類の種が定められていた。当時の書籍である『The Boke of St. Albans』によれば子供ならチョウゲンボウ、王ならシロハヤブサなどである。王や貴族は鷹を自身の手で調教するのではなく、専門のトレーナーを雇っていた。彼らはマスター・オブ・ミューズ（Master of the Mews）と呼ばれ、今日でも存在している。イギリスやヨーロッパの一部地域では書籍が発行されるなど17世紀に大きな盛り上がりを見せたが、18世紀から19世紀ごろには銃火器による狩猟にとって変わられ凋落していった。しかし、1920年代から1930年代にかけてヨーロッパで鷹狩りは再流行する。北米や南アフリカといった地域には古来からある鷹狩りの慣習は見つかっておらず、1900年代初頭にヨーロッパからもたらされた鷹狩りが流行していくことになった。
中世には騎乗して鷹狩りを行うこともあったが、現在ではカザフやモンゴルにしか見られなくなっている。カザフスタン、キルギスタン、モンゴルでは狩猟にメスのイヌワシが用いられ、キツネやオオカミなど大きな獲物を狩猟する。娯楽・スポーツ目的や食糧目的の狩猟ではなく、毛皮の獲得を目的としている。アルタイ山脈付近にはイヌワシ以外にも猛禽類は生息しているが、伝統的にイヌワシのみが狩猟に用いられている。メスはオスに比べ、体つきも大きくヒナに餌を与えるため狩猟能力が高く、ドイツやイギリスでもメスが珍重されたこともある。現地の鷹匠は6月中旬に、翼が完全に成長しきる前に巣からイヌワシを捕まえる。捕えたイヌワシは1ヶ月から1ヵ月半で手なずけられる。狩猟訓練は通常9月に始められ、最初は止まり木から鷹匠の右手に飛び移る訓練が行われる。鷹匠は右手にウサギやキツネの足を隠し持ち、イヌワシから距離を開けたところで隠していた肉を見せ飛び移らせる。続いてキツネの毛皮で作られたルアー を使った訓練が行われる。鷹匠はキツネの毛皮を地面に引きずり、キツネが走っている様子を模倣する。ワシが若いうちはルアーの中に肉が詰められている。5歳になるとイヌワシは性的に成熟し、野生に戻されることになっているが、実際には8歳を過ぎてから帰されることが多い。
オーストラリアでは鷹狩りは違法ではないが、猛禽類の飼育には許可が必要である。傷ついた鳥を治療する目的のみ免許され、野生に戻る訓練課程において鷹狩りが実施される。
ニュージーランドでは鷹狩り用の種としてミナミチュウヒのみが許可されている。1985年にはミナミチュウヒの飼育も禁止されたが、鷹匠が運動した結果2010年にミナミチュウヒのみ許可されるようになった。
南アフリカには180人ほどの鷹匠が存在する。

### アジア
中国の元朝では、軍団内にシバウチ(昔宝赤、昔博赤)という鷹狩の軍団がおかれた。

## 日本の鷹狩り

### 古代

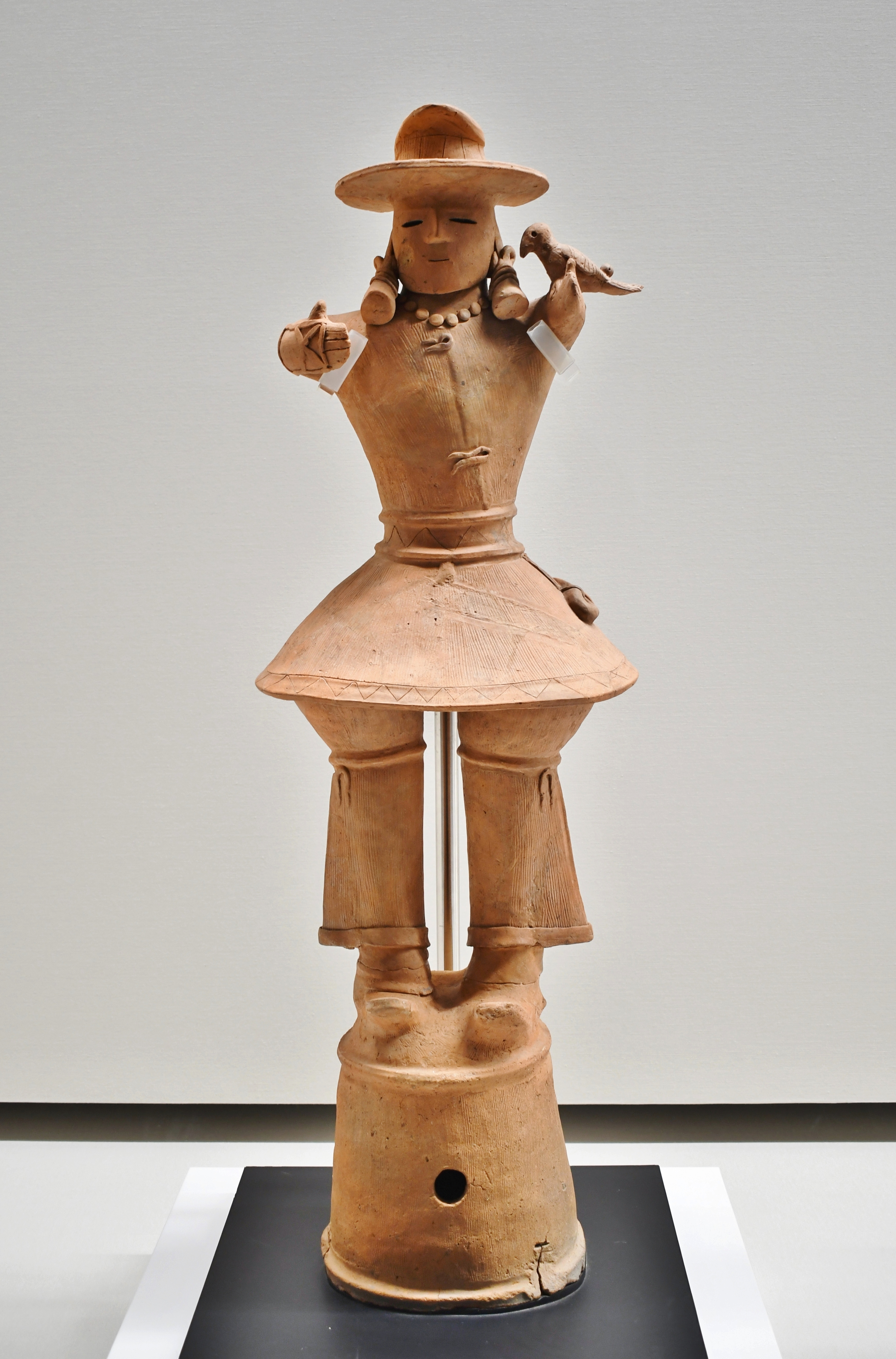
埴輪 鷹匠
群馬県太田市オクマン山古墳出土。太田市教育委員会ほか蔵、九州国立博物館特別展示時に撮影。

日本では支配者の狩猟活動は権威の象徴的な意味を持ち、古墳時代の埴輪には手に鷹を乗せたものも存在する。日本における鷹狩りのもっと古い記録は日本書紀の仁徳天皇の時代（355年）に鷹狩が行われ多くの雉を捕ったとある。その鷹を調教したのは百済の帰化人・酒君（さけのきみ）だというから、日本の鷹狩文化は大陸から伝えられた文化のひとつであったことがうかがえる。タカを調教する鷹甘部（たかかいべ：鷹飼部）が置かれたという記録がある。天皇の鷹狩をつかさどる役職として放鷹司（大宝令）/主鷹司（養老令）が置かれたが、鷹狩は朝廷や貴族の猟であり団体行動を行う軍事訓練としての側面もあった。古代には専門職としての鷹匠が生まれるとともに、獲物の減少を防ぐため禁野（きんや）という一般の出入りを制限する禁猟区が設けられた。正倉院に放鷹司関係文書が残っており、長屋王邸跡から鷹狩に関連する木簡が出土している。平安時代に入ると新設の蔵人所にも鷹飼が置かれ、主鷹司が天皇の鷹狩を、蔵人所が贄調達のための鷹狩を管轄するようになる。だが、仏教の殺生禁止の思想の広まりにより鷹狩に否定的な考えが生まれて鷹の飼育や鷹狩に対する規制が取られるようになり、清和天皇は真雅や藤原良相の助言を受け入れる形で、貞観2年（860年）に主鷹司の廃止と蔵人所の鷹飼の職の廃止が行われ、以降鷹の飼育に関する規制が強化された。次の陽成天皇の元慶6年（882年）に蔵人所の鷹飼のみ復活され、蔵人所が鷹狩を管掌する。
奈良時代の愛好者としては大伴家持や橘奈良麻呂が知られ、平安時代においては、初期の桓武天皇、嵯峨天皇、陽成天皇、光孝天皇、宇多天皇、醍醐天皇らとその子孫は鷹狩を好んだ。嵯峨天皇は鷹狩に関する漢詩を残しているほか、技術書として『新修鷹経』を編纂させている（818年）。現存する鷹狩技術のテキストとしては世界で2番目に古い。中期以降においても、一条天皇、白河天皇などの愛好者が現れたが、天皇自身よりも貴族層による鷹狩が主流となる。坂上田村麻呂、在原行平、在原業平は鷹狩の名手としても知られ、源信は鷹狩の途中で事故死したと伝えられている。
鷹狩は文学の題材ともなり、『伊勢物語』、『源氏物語』、『今昔物語』等に鷹狩にまつわるエピソードがある。和歌の世界においては、鷹狩は「大鷹狩」と「小鷹狩」に分けられ、中世にいたるまで歌題の一つであった。「大鷹狩」は冬の歌語であり、「小鷹狩」は秋の歌語である。
古代の鷹狩は仏教の殺生禁止の思想と神道における贄献上の思想（天皇についてはこれに王土王臣思想が加わる）のせめぎ合いの中で規制と緩和が繰り返されてきたが、最終的には天皇と一部貴族による特権とされるようになった。また、鷹狩の規制は鷹の飼育や狩りで生活をしてきた蝦夷の生活を圧迫し、平安時代前期の蝦夷による反乱の原因の一つになったとする見方もある。

### 中世
中世には武家の間でも行われ始め、一遍上人絵伝や聖衆来迎寺六道絵の描写や『吾妻鏡』・『曽我物語』の記述に鎌倉時代の有様をうかがうことができる。室町時代の様子は洛中洛外図屏風各本に描かれている。
織田信長、豊臣秀吉、徳川家康はいずれも鷹狩を好み、他の大名の間でも広く行われるようになった。信長が東山はじめ各地で鷹狩を行ったこと、諸国の武将がこぞって信長に鷹を献上したことは『信長公記』に記載されている。また、朝倉教景（宗滴）は、庭で鷹を卵から育てる人工繁殖を行っており、この養鷹法は戦国武将の中でも特異な例とされる。現在判明している限りでは世界最古の成功記録である（『養鷹記』）。公家および公家随身による鷹狩も徳川家康による禁止まで引き続き行われ、公卿の持明院家、西園寺家、三条西家、地下の下毛野家などが鷹狩を家業とし、和歌あるいは散文形式の技術書（『鷹書』）が著されている。近衛前久は鷹狩の権威者として織田信長と交わり、また豊臣秀吉と徳川家康に解説書『龍山公鷹百首』を与えている。一方、武家においても、諏訪大社や二荒山神社への贄鷹儀礼と結びついて、祢津流、諏訪流、宇都宮流等の鷹術流派が現れ、禰津常安（松鴎軒）門下からは、屋代流、荒井流、吉田流など8つの流派が分派した。

### 近世

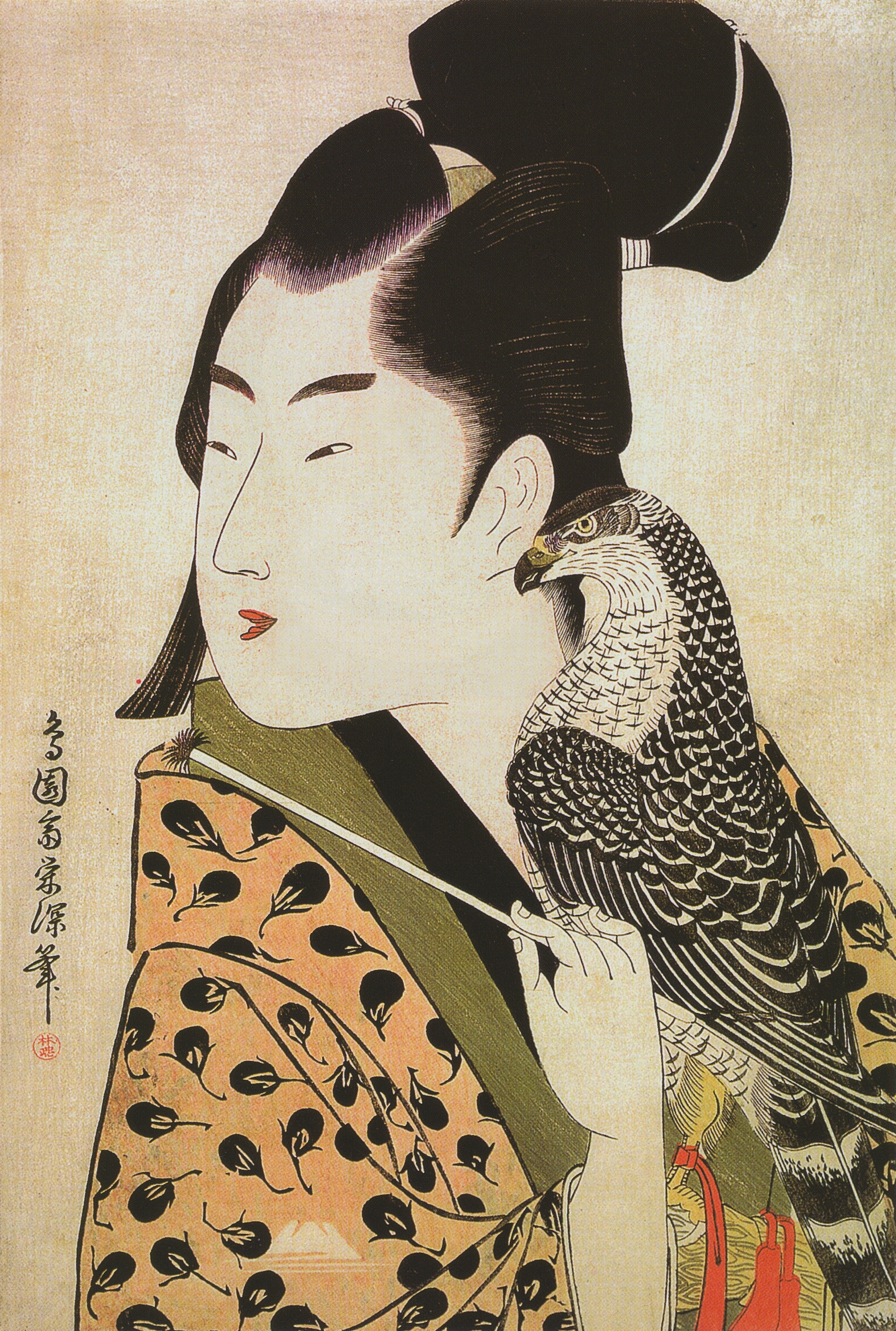
『鷹匠』鳥園斎 栄深画

戦国武将の間で鷹狩が広まったが、特に徳川家康が鷹狩を好んだのは有名。『中泉古老諸談』によると家康は鷹狩を気分転換の遊芸にとどめず、身体を鍛える一法とみなし、内臓の働きを促して快食・快眠に資する養生と考えていたことが知られている。家康には鷹匠組なる技術者が側近として付いており、組頭に伊部勘右衛門という人が大御所時代までいた。東照宮御影として知られる家康の礼拝用肖像画にも白鷹が書き込まれる場合が多い。また家康の側近としても知られる本多正信も鷹匠であった。江戸時代には代々の徳川将軍は鷹狩を好んだ。3代将軍・家光は特に好み、将軍在職中に数百回も鷹狩を行った。家光は将軍専用の鷹場を整備して鳥見を設置したり、江戸城二の丸に鷹を飼う「鷹坊」を設置したことで知られている。家光時代の鷹狩については江戸図屏風でその様子をうかがうことができる。将軍家と大名家の間では鷹や鷹狩の獲物の贈答が頻繁に行われ、これら献上や拝領は家格に従って品数まで定着するまでに至った。また参勤交代で江戸にいる諸大名に対しては江戸近郊に拝借鷹場を定めて鷹狩を許した。
一方で鷹狩は殺生にあたるとして行わない将軍や藩主もいた。5代将軍・綱吉は動物愛護の法令である「生類憐れみの令」によって鷹狩を段階的に廃止し、鷹狩に関連する贈答もすべて禁止した。但し綱吉も将軍になる前は鷹狩をやり練馬御殿に立ち寄っていた。
生類憐れみの令は綱吉死後に廃されたものの、鷹狩が復活するのは8代将軍・吉宗の享保年間であった。吉宗は古今の鷹書を収集・研究し、自らも鶴狩の著作を残している。累代の江戸幕府の鷹書は内閣文庫等に収蔵されている。江戸時代の大名では、伊達重村、島津重豪、松平斉貴などが鷹狩愛好家として特に著名であり、特に松平斉貴が研究用に収集した文献は、今日東京国立博物館や島根県立図書館等に収蔵されている。
鷹は奥羽諸藩、松前藩で捕らえられたもの、もしくは朝鮮半島で捕らえられたものが上物とされ、後者は朝鮮通信使や対馬藩を通じてもたらされた。近世初期の鷹の相場は1据10両、中期では20-30両におよび、松前藩では藩の収入の半分近くは鷹の売上によるものだった。
藩主が鷹狩を行う御鷹場は領民からみると禁猟区の御留野（おとめの）であり、鳥見役や下鳥見役を置いて密猟の監視や区域内の鳥獣の死骸の検分など厳重な管理を行った。鷹狩に用いる鷹の繁殖をはかるため、その巣を保護するため、狩猟や入山を禁じた山もあり、それらは巣山や巣鷹山と呼ばれた。鷹狩の際には近隣の農民の多くが勢子として駆り出されるため藩主と農民をつなぐ大きな行事でもあった。

### 近現代
明治維新後、鷹狩は大名特権から自由化され、1892年の「狩猟規則」および1895年の「狩猟法」で9年間免許制の下に置かれた。1901年の改正「狩猟法」以後、狩猟対象鳥獣種・数と狩猟期間・場所の一般規制のみを受ける自由猟法として今日に至る。明治天皇の意により、宮内省式部職の下で公儀鷹匠の雇用・育成も図られたが、第二次世界大戦後、宮内庁による実猟は中絶した。宮内省鷹匠の技術は、村越仙太郎（1857? - 1937年）・花見薫（1910 - 2002年）ら、退職した宮内省/宮内庁の公務員的鷹匠により有志に伝えられたとされるが決定的根拠に欠ける。現在活動している鷹狩従事者（松原英俊を除く）の多くが個人の趣味である。近代の民間団体としては、中西悟堂も発起人に名を連ねた日本放鷹倶楽部（1936年）があった。村越に師事した丹羽有得（1901 - 1993年）の門下からは日本鷹狩文化保存会、森覚之丞研究会、吉田流鷹狩協会など、花見薫の門下からは日本放鷹協会が結成されている。大原総一郎が丹羽を招聘して設立した日本鷹狩クラブは、大原の没後の1982年に改組・改名され、日本ワシタカ研究センターとなっている。

### 明治以降（東北）
一方、明治以降、東北地方において、当初士族層・一定の資力のある農民・マタギの間でクマタカによる雪山の鷹狩が広がりを見せた。クマタカの飼育自体は鎌倉時代から見られ（古今著聞集）、中世の鷹書においても「角鷹」への言及が見られる。東北地方の「鷹使い」の起源は明らかでなく、幕末以前に遡る見方もあるが、用具とその名称に共通・類似するものがあることから、武士の鷹狩が土着化したものと見られる。名手として知られた三浦恒吉（1863 - 1938年）は、院内の伝助なる人物の流れを汲むが、旧戸沢藩鷹匠家の佐々木甚助とも親交があった。東北地方の「鷹使い」は生業鷹匠として発展したが、第二次世界大戦後の経済状況の変化で急速に衰亡し、武田宇市郎(1915-1992)の没後、現在では沓沢朝治の下で1年間学んだ松原英俊がいる。

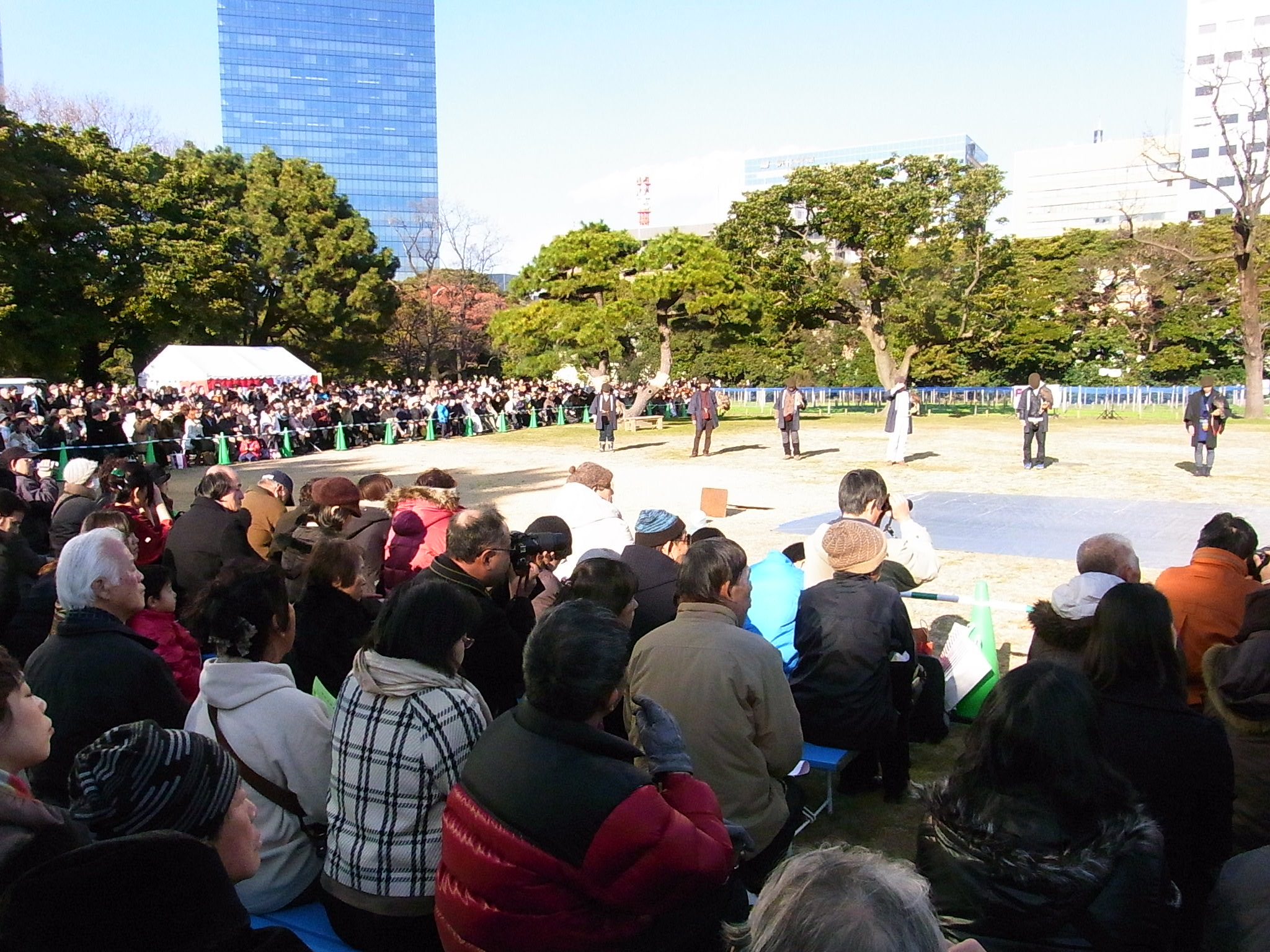
浜離宮恩賜庭園での放鷹術実演（2010年1月2日撮影）
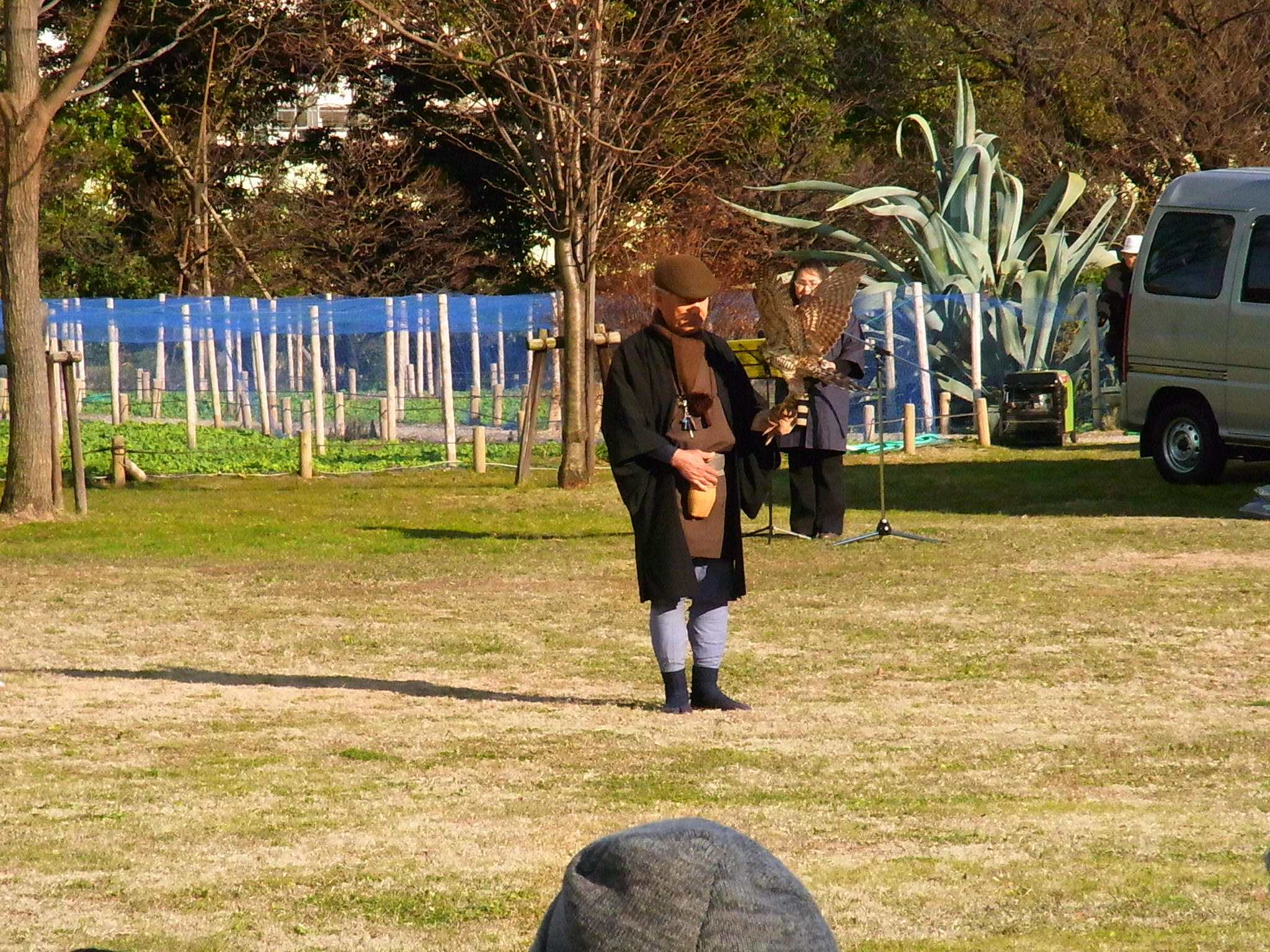
放鷹術実演（2010年1月2日撮影）
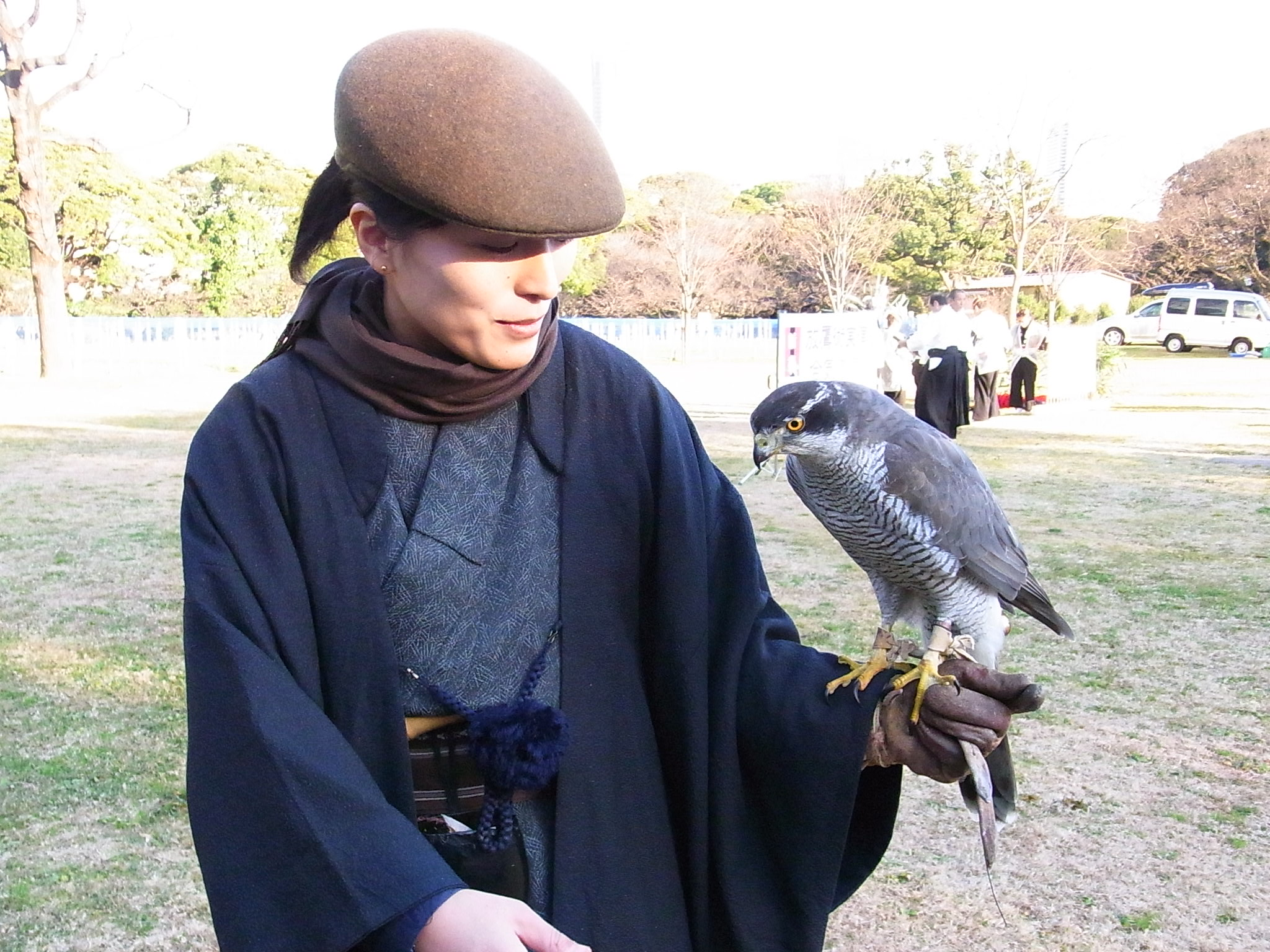
放鷹術実演（2010年1月2日撮影）

## 関連作品

### 漫画
- 『アメノトリ』‐ 鷹匠を主題とする読み切り漫画作品で、鷹の扱いについて解説がなされている[40]。

### ドキュメンタリー
- 鷹を継ぐもの（2023年6月30日、NHK-BSP）[39]

## 関連文献
- 相馬拓也「アルタイ=カザフ鷹匠たちの狩猟誌 モンゴル西部サグサイ村における騎馬鷹狩猟の実践と技法の現在」『ヒトと動物の関係学会誌』第35号、ヒトと動物の関係学会、2013年7月、58-66頁、ISSN 13418874、国立国会図書館書誌ID:024761721。